# Ardisia humilis
Ardisia humilis là một loài thực vật có hoa trong họ Anh thảo. Loài này được Vahl mô tả khoa học đầu tiên năm 1794.